# Eoophyla grandifuscalis
Eoophyla grandifuscalis là một loài bướm đêm trong họ Crambidae.